# VCalendar
vCalendar – standardowy format wymiany informacji kalendarzowej, opracowany przez konsorcjum założone w 1996 roku przez firmy Apple, AT&T, IBM i Siemens. Informacja w tym standardzie przesłana innej osobie może być wprowadzona do używanego przez nią zarządcy informacji osobistej (ang. Personal Information Manager), jeśli posiada on możliwość importu plików zgodnych z tym standardem. vCalendar został opracowany razem ze standardem vCard dla elektronicznych wizytówek.
Nowsza wersja tego standardu opracowana przez Internet Engineering Task Force (IETF) nosi nazwę iCalendar i jest częściowo kompatybilna z vCalendar.